# 2010年世界短道速滑团体锦标赛
2010年世界短道速滑团体锦标赛于2010年3月27日-2010年3月28日在意大利博尔米奥举行。世界短道速滑团体锦标赛由国际滑冰联盟主办，该组织还举办速度滑冰和花样滑冰世界杯和锦标赛。
根据短道速滑世界杯的成绩，排名前八的队伍能够自动获得参赛资格，分为两个半区，每个半区四支队伍。每个队伍有四名选手参加500米和1000米，两名选手参加3000米，还有女子3000米接力和男子5000米接力。单项比赛的前四名分别获得5、3、2、1分；接力比赛的前四名分别获得10、6、4、2分；若是犯规，赋予0分。
每个半区排名第一的队伍进入A组决赛，排名第四的队伍进入B组决赛；剩余四队进入复赛，前两名进入A组决赛，后面两名进入B组决赛。

## 比赛结果
| 项目 | 金牌                                         | 银牌                                                                                            | 铜牌                                                                                         |
| 男子 | · 李政洙 · 郭润起 · 金成一 · 李昊锡          | 加拿大 · 弗朗索瓦·阿默兰 · 弗朗索瓦-路易·特朗布莱 · 夏尔·阿默兰 · 奥利维耶·让 · 纪尧姆·巴斯蒂耶 | 中国 · 王洪洋 · 韩佳良 · 梁文豪 · 马云峰 · 刘显伟                                            |
| 女子 | · 金玟廷 · 李银别 · 朴胜羲 · 赵海利 · 崔贞洹 | 加拿大 · 杰茜卡·格雷格 · 卡琳娜·罗白日 · 塔尼娅·维桑 · 玛丽安尼·桑特-克莱 · 瓦莱里·马太         | 義大利 · 马丁娜·瓦尔切皮纳 · 卡蒂娅·齐尼 · 切奇利娅·马费伊 · 露西娅·佩雷蒂 · 埃莱娜·维维亚尼 |

## 积分排名

### 男子
| 排名 | 国家   | 分数 |
| ---- | ------ | ---- |
| 金牌 |        | 38   |
| 銀牌 | 加拿大 | 36   |
| 銅牌 | 中国   | 24   |
| 4    | 義大利 | 21   |
| 5    | 德国   | —    |
| 6    | 法國   | —    |
| 7    | 日本   | —    |
| 8    | 英国   | —    |

### 女子
| 排名 | 国家   | 分数 |
| ---- | ------ | ---- |
| 金牌 |        | 45   |
| 銀牌 | 加拿大 | 35   |
| 銅牌 | 義大利 | 21   |
| 4    | 日本   | 19   |
| 5    | 匈牙利 | —    |
| 6    | 英国   | —    |
| 7    | 德国   | —    |

## 另请参阅
- 2009年至2010年短道速滑世界杯
- 2010年欧洲短道速滑锦标赛
- 2010年世界短道速滑锦标赛